# Karadnik
Karadnik (cyr. Карадник) – wieś w Serbii, w okręgu pczyńskim, w gminie Bujanovac. W 2002 roku liczyła 455 mieszkańców.